# Estado alterado de conciencia
Un estado alterado de consciencia (ASC en inglés)
o estado modificado de consciencia es una condición significativamente diferente al estado de vigilia atenta, es decir, distinta al estado de ondas beta propio de la fase circadiana en la que estamos despiertos. Esta expresión describe cambios en los estados mentales de un individuo (una característica de la mente de una persona)  a menudo provocados y casi siempre autolimitados y acotados en el tiempo.

## Definición
Los estados alterados de conciencia son patrones alternativos o configuraciones de experiencia, que difieren cualitativamente de un estado de referencia.

| Un estado alterado es cualquier estado mental, inducido por diversas maniobras o agentes fisiológicos, psicológicos o farmacológicos, que puede ser reconocido subjetivamente por el propio individuo (o por un observador objetivo del individuo) como representando una desviación suficiente en experiencia subjetiva del funcionamiento psicológico a partir de ciertas normas generales para ese individuo durante la conciencia de vigilia y alerta. —Arnold Ludwig, 1966. |

Partiendo de esto, el psicólogo Charles Tart centra su definición en la experiencia subjetiva de un estado de conciencia y su desviación de un estado normal de vigilia.

Los estados alterados de conciencia son patrones alternativos o configuraciones de experiencia, que difieren cualitativamente de un estado de referencia.

El psicólogo G. William Farthing agrega que un ASC es a corto plazo o al menos reversible y que es posible que ni siquiera se reconozca como un ASC en ese momento. Su definición se basa únicamente en la experiencia subjetiva, dejando de lado los cambios de comportamiento y la respuesta fisiológica.

Un estado alterado de conciencia (ASC) puede definirse como un cambio temporal en el patrón general de la experiencia subjetiva, de modo que el individuo cree que su funcionamiento mental es claramente diferente de ciertas normas generales para su estado normal de vigilia. conciencia".
The psychology of consciousness

## Estados ordinarios y estados alterados
Existen muchos fenotipos en el estado de consciencia. Ejemplos claros son el estado de sueño y el estado de vigilia. Se consideran esquemáticamente dos tipos de factores en la generación de los estados alterados:
- Factores internos
  - Fenómenos Ensueño y creatividad.
  - Emociones: alegría, ira, tristeza y miedo.
- Factores externos
  - Métodos: Meditación, respiración holotrópica e hipnosis.
  - Sustancias: anestesia general e inducción al trance.[5]

Estados alterados que ocurren con frecuencia incluyen: alucinación, depresión, euforia, éxtasis, intoxicación psicotrópica, rabia, shock o choque circulatorio, sueños, sueños lúcidos, alienación, psicosis, supuestas premoniciones y percepciones extracorporales, etc.
- Alteraciones normales: El sueño. Es un comportamiento y una fase normal y necesaria. Tiene dos estados o fases distintas, que son: sueño REM y soñar, se trata de vivencias predominantemente visuales clasificadas como un fenómeno psicológico «rico y revelador de deseos y temores».[cita requerida]
- Alteraciones patológicas: cualitativas y cuantitativas.

Los estados de consciencia alterados muestran la existencia de niveles o fases de vigilia distintas. Estos niveles pueden ser inducidos y alterados de forma artificial o patológica.
- Inducidos mediante drogas y alucinógenos, o una práctica: discusión, autosugestión, deporte, hipnosis, relajación, miedo, sexo, pranayama, arengas, etc.
- Ser producto de una patología: agotamiento, ayuno, catalepsia, deshidratación, diabetes, drogas, epilepsia, esquizofrenia, intoxicaciones, manía, narcolepsia, insomnio, privación de sueño, etc.

Un estado alterado de consciencia puede ocurrir accidentalmente a través de estados febriles, privación de sueño, ayuno prolongado, privación de oxígeno, narcosis de nitrógeno o de un accidente traumático.

Un estado alterado se puede alcanzar intencionalmente, mediante el uso de privación sensorial, tanque de aislamiento, privación del sueño o técnicas de control mental, hipnosis, meditación, oración o disciplinas (, meditación mantra, yoga, sufismo o Surat Shabda Yoga ).

## Estados inducidos intencionalmente
A veces puede producirse intencionadamente por el uso de privación sensorial, privación de sueño, técnicas de control mental, hipnosis, meditación, oración, o disciplinas como el yoga o el japa hindú, que hace uso de mantras.
También puede ser inducido por medio de la ingestión de drogas psicoactivas, como el alcohol y opiáceos, o bien mediante plantas alucinógenas y sus derivados químicos, como la LSD, DXM, 2C-I, peyote, cannabis, mescalina, Salvia divinorum, MDMA, hongos psilocibios, ayahuasca, datura...
Otra forma efectiva de inducir un estado alterado de consciencia es usar una variedad de neurotecnología, tal como Hemi-Sync, psicoacústica, estimulación electroterapéutica craneal y simulación de luces y sonido. Estos métodos intentan inducir patrones específicos de ondas cerebrales y en tanto lo logran, un estado alterado específico.

## Perspectivas
Los estados de consciencia son estudiados por la medicina, la psiquiatría, la psicología, la fisiología y las neurociencias, en estrecha colaboración con la física para crear modelos explicativos del funcionamiento de la conexión sináptica en el cerebro.
El método científico ha considerado los estados de consciencia alterados desde una perspectiva fisiológica. En este sentido se han configurado modelos explicativos de la alteración de consciencia, basados todos ellos en la dinámica de los neurotransmisores y de las áreas cerebrales que serían sobreestimuladas o infraestimuladas. 
Se presentó en 2013 un estudio en el que se recoge la primera grabación neuronal durante las meditaciones de éxtasis llamadas jhānas o dhyanas, probando su papel en el sistema de recompensa del cerebro. 
Las Jhānas alteran los estados de conciencia (ASC) que implica grandes cambios en el cerebro. En particular, en la euforia no sólo se asocia con la activación de los procesos corticales, sino también con la activación del núcleo accumbens (NAC) en el sistema de recompensa de dopamina / opiáceos. Tomados en conjunto, estos resultados demuestran un aparentemente novedoso método de autoestimulación de un sistema de recompensa del cerebro usando procesos mentales internos solamente en individuos altamente capacitados. 
En su conjunto, la multiplicidad de los estados del cerebro sugiere que puede haber una amplia gama de ASC disponibles a través de la meditación, dependiendo de qué regiones del cerebro se les da la conciencia, y cuales se abstienen de la conciencia. 
Si hay un gran número de posibles ASC, es probable que sólo algunos tendrían valor de supervivencia. Por ejemplo, el estado de la unión mística con todos los seres podría ser útil en el fomento de la cooperación con todas las personas de la tribu, por lo que la evolución puede haber seleccionado algunos de estos ASC para ser más fácilmente aprendido y retenido.

Sin embargo, el mismo razonamiento sugiere que la capacidad de auto-estimular el sistema de recompensa del cerebro sería disfuncional en la lucha por la supervivencia y la procreación, ya que podría producir un cortocircuito del sistema que motiva las acciones de supervivencia. Los organismos que son expertos en la autoestimulación morirían rápidamente si no logran responder a las exigencias del entorno o para transmitir sus genes. 
Una meditación que estimula el sistema de recompensa sin los efectos nocivos de la obesidad y el daño ambiental podría ser beneficioso en el entorno moderno. Por otro lado, una meditación que cortocircuita el deseo de obtener una educación y trabajar por objetivos a largo plazo podría convertirse en disfuncional. En lugar de simplemente estimulando el sistema de recompensa en respuesta a los objetivos tradicionales de la comida y el sexo, sería beneficioso para regular el sistema y se enfoque en los objetivos a largo plazo que son más adaptables. Estos ASC podrían ser más útiles para el desarrollo humano que sólo la comida y el sexo.

## Manipulación
Con frecuencia, la inducción de estados alterados de consciencia se ha utilizado para manipular a las personas y volverlas sumisas a la voluntad de otros. Para ello se recurre a procesos o sustancias que inhiben las capacidades cognitivas de la víctima. Apoyos empleados secularmente son el hambre y la privación de proteínas, que producen confusión y credulidad, limitando la capacidad de raciocinio, y la privación del sueño, que causa estrés y confusión. Otra técnica es la privación sensorial en el Tanque de aislamiento sensorial de Lilly.
Un ejemplo de esta manipulación es el fenómeno de los zombis. En 1937 la folclorista estadounidense Zora Neale Hurston conoció en Haití el caso de Felicia Felix-Mentor, fallecida y enterrada en 1907 y a quien, sin embargo, muchos lugareños aseguraban haber visto viva treinta años después convertida en zombi. Hurston se interesó por rumores que afirmaban que los zombis existían realmente aunque no eran muertos vivientes sino personas sometidas a drogas psicoactivas que les privaban de voluntad.
En 1978 fue publicado el libro «Altered States» que mostraba la búsqueda y exploración de estados alterados de conciencia. El libro fue seguido por la película de 1980.
Más tarde, en 1982, el etnobotánico canadiense Wade Davis viajó a Haití para estudiar lo que pudiera haber de verdad en la leyenda de los zombis y llegó a la conclusión —publicada en dos libros: The Serpent and the Rainbow (1985) y Passage of Darkness: The Ethnobiology of the Haitian Zombie (1988)— de que se podía convertir a alguien en zombi mediante el uso de dos sustancias en polvo. Con la primera, llamada coup de poudre (en francés, literalmente, «golpe de polvo», un juego de palabras con coup de foudre, que significa «golpe de rayo» y también «flechazo» amoroso), se induciría a la víctima a un estado de muerte aparente. Sus parientes y amigos la darían por muerta y la enterrarían, y poco después sería desenterrada y revivida por el hechicero. En ese momento entrarían en acción la segunda sustancia, una sustancia psicoactiva capaz de anular la voluntad de la víctima. 
El ingrediente principal de la primera sustancia, el coup de poudre, sería la tetrodotoxina (TTX), una toxina que se encuentra en el pez globo, que habita las costas del Japón y el Mar Caribe. La TTX, administrada en una dosis semiletal (LD50 de 1 mg), es capaz de crear un estado de muerte aparente durante varios días, en los cuales el sujeto sigue consciente a pesar de todo. Otras fuentes hablan del uso del estramonio o datura, que en Haití se llama concombre zombi, esto es, «pepino zombi».